# Jorge Pardo
Jorge Pardo (Madrid, 1 de desembre de 1956) és un músic espanyol de jazz i flamenc, saxofonista tenor i soprano i flautista. Mescla entre el jazz d'arrel i el flamenc i el seu estil amb la flauta travessera i el saxofon es considera una referència d'innovació. En 2013 va rebre el premi al Millor Músic de Jazz Europeu convertint-se en el primer espanyol reconegut amb el premi de l'Acadèmia Francesa de Jazz. En 2015 va rebre el Premi Nacional de Músiques Actuals.

## Biografia
Comença els seus estudis musicals a l'edat de 14 anys al Reial Conservatori Superior de Música de Madrid. Des del principi se sent atret pel jazz, fet que es plasma en les seves primeres actuacions amb grups universitaris.
Després de començar a tocar amb alguns músics professionals, com el pianista Jean-Luc Vallet, el bateria Peer Wyboris, Tete Montoliu, l'organista Lou Bennett (1926 - 1997), Slide Hampton, el saxofonista Pony Poindexter (1926 - 1998), el contrabajista David Thomas, Pedro Iturralde i el bateria Al Levitt (1932 - 1994), entre d'altres, forma al costat de Pedro Ruy Blas el grup Dolores, que es converteix de seguida en una referència en el panorama espanyol.
Uns pocs anys més tard va ser introduït en el món professional del flamenc de la mà de Diego Carrasco i sobretot Paco de Lucía, al qual acompanyaria en diverses de les seves gires mundials, compartint escenaris amb les més importants figures del jazz internacionals i col·laborant en els discos del guitarrista.
El 1982 es perfila com un dels músics de més talent en el camp del jazz fusion i grava a Mallorca el primer LP al seu nom: Jorge Pardo, amb músics convidats com Joan Bibiloni i Carles Benavent.
El 1984, grava el seu segon LP: El canto de los guerreros; i el 1987, A mi aire, dues obres amb trets d'experimentació. En 1989 treballa amb el grup Flamenco Fusión. Aquest mateix any actua al Festival de Jazz de Montreux amb músics brasilers: la cantant Nana Caymmi i el pianista Wagner Tiso (n. 1945); el concert va ser gravat i editat per Polygram Internacional.
Al juliol del 90 és convidat, al costat de Carles Benavent, per a actuar amb l'acordionista i pianista Gil Goldstein (n. 1950), el percussionista Don Alias i el bateria Álex Acuña, entre d'altres, en un concert especial de la TV Suïssa (Schweizer Fernsehen), que donaria lloc a unes aparicions especials d'aquesta mateixa banda a Nova York a l'octubre d'aquest mateix any. En 1991, amb aquesta formació, grava a Nova York per al segell Blue Note.

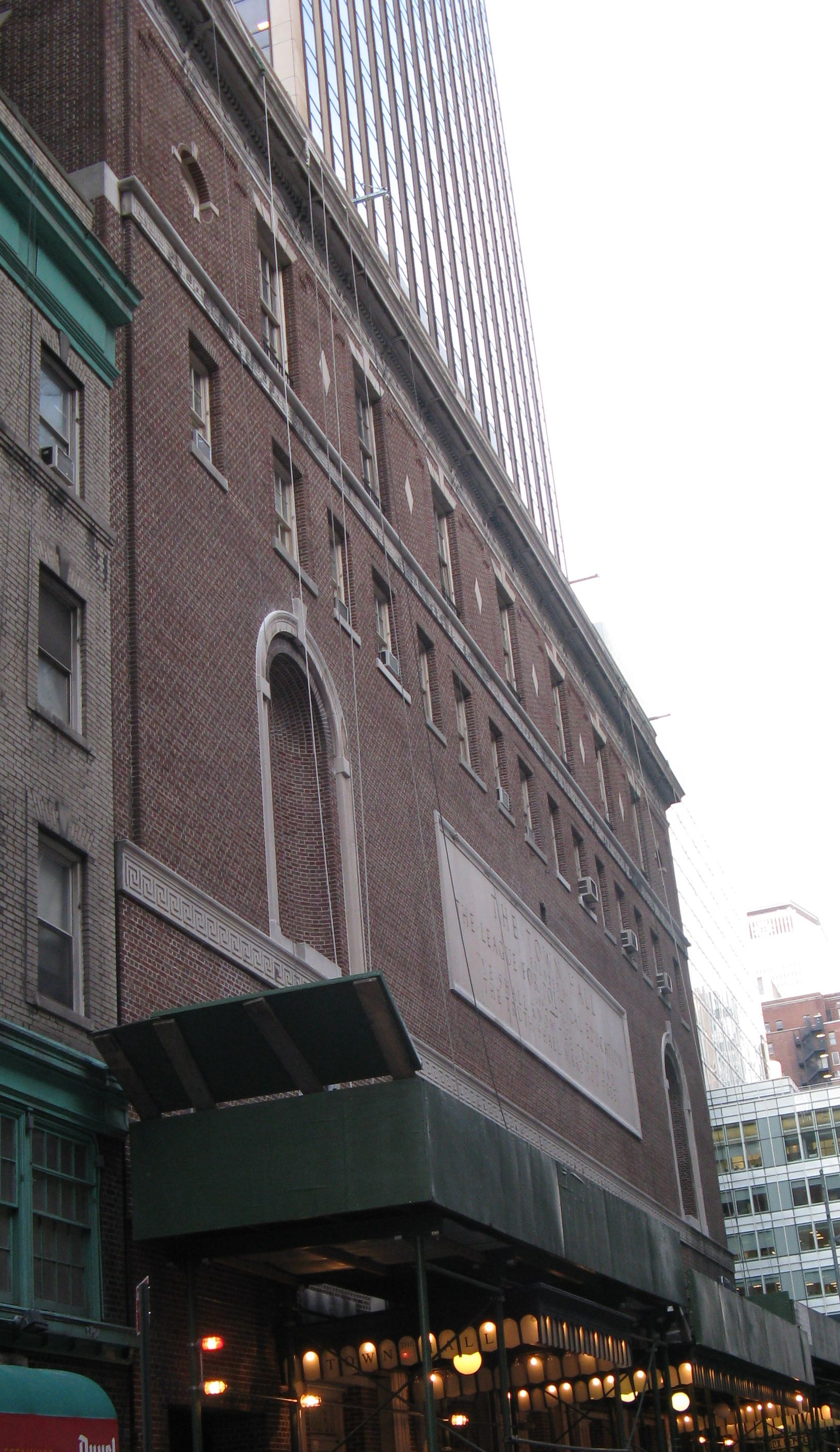
El Town Hall en l'actualitat.

Al juny del 92 es presenta en el Town Hall de Nova York al costat de Carles Benavent i altres músics flamencs convidats, dins del programa del New Music Seminar. Al juliol del mateix any, actua amb la Big band de la TV Alemanya en el projecte "Jazzpaña" (Flamenc-Jazz), encapçalant un grup espanyol que es presenta a la sala Kölner Philharmonie de Colònia i en el Festival de Jazz de Montreux. Aquest projecte serà plasmat en el CD "Jazzpaña", amb la WDR Big band Köln dirigida per Vince Mendoza, i al costat de músics com Michael Brecker, Al Di Meola, Peter Erskine i Steve Khan.
Durant els deu anys pròxims gravarà diversos discos al seu nom: Las cigarras son quizá sordas (1991), Veloz hacia su sino (1993), 2332 (1997) i Mira (2001), en els quals s'aprecia una evolució en la seva carrera artística, i a més d'uns altres com El concierto de Sevilla (1995) al costat de Carles Benavent i Tino di Geraldo -conformant un trio on el mestissatge entre el llatí, el flamenc i el jazz prenen una dimensió pròpia en el panorama musical- o, al costat de Chano Domínguez, Diez de Paco, sent considerat aquest LP com a posterior referència del Flamenc-Jazz. Pardo, col·laborador nat, continua tocant amb altres músics i deixa constància fonogràfica d'això: amb Gil Goldstein, Ketama, La Barbería del Sur, Tomás San Miguel...
Amb Francis Posé (contrabaix) i José Vázquez “Roper” (bateria) funda el trio D'3. Amb aquesta formació gravarà tres àlbums: Directo (2001), Quid pro quo (2003) i 3dd3 (2006); a més, un DVD en directe: Live at the Auditori Pau Casals, el Vendrell (2007), een una línia semblant a les anteriors però sempre oferint una visió sonora nova.
Des de 2004 ha format part de la gira internacional de Chick Corea: l'anomenada Touchstone Tour.
En el 2005 grava Vientos Flamencos, obra en la qual participen molts artistes i companys seus. Es tracta també del primer CD de flamenc que pot descarregar-se des d'Internet. Així, el CD trenca amb la idea del LP d'una idea homogènia i està format per "blocs temàtics" (Mis palos, X Camarón, Solo Flauta, Pensamientos, Mis Pasodobles y ¡Qué grandes músicos!) als quals el músic té previst anar sumant noves composicions. En 2009 apareix Vientos Flamencos II.
En el 2009 col·labora en el nou disc del guitarrista italià Flavio Sala, tocant en el tema que dona nom a l'àlbum De La Buena Onda, al costat de Marcus Miller, el guitarrista Toninho Horta i el bateria Cliff Almond.

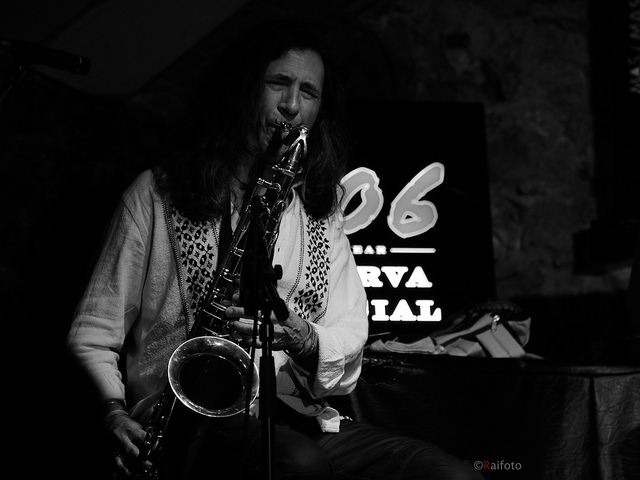
presentant Huellas al Jamboree de Barcelona 2013

En 2012 llença "Huellas" (Cabra Road, 2012), primer àlbum doble del músic. Aquest compta amb 18 composicions pròpies que componen l'àlbum homònim en l'enregistrament del qual va intervenir un ampli espectre de músics tant del Jazz com del Flamenc de diferents generacions.
En 2013 va rebre el premi al Millor Músic de Jazz Europeu convertint-se en el primer espanyol reconegut amb el premi de l'Acadèmia Francesa de Jazz.
En 2014 presenta "Historias de Radha y Krishna" en el qual el músic juga amb sonoritats que provenen del groove i la música urbana, del flamenc o del jazz. Editat, amb la col·laboració altruista de 39 músics, entre altres Carmona, Raimundo Amador, Flavio Rodrigues, José Vera, Phil Wilkinson, Baghira, Víctor Iniesta o J.R. "Bandolero". Musicalment -explica Pardo en la seva presentació- el nou treball té "poc a veure" amb "l'hindú", és una música feta amb ordinadors en molts casos, atès el ritme i al "groove", és a dir, bases de ritmes repetides, com les que s'utilitzen per a entrar en trànsit en moltes cultures, en la qual hi ha flautes, saxos, òrgans Hammond i guitarres flamenques.
El 2016 estrena Metaflamenco. Djinn un viatge sonor que ha definit com a "metaflamencojazz interdimensional" on es donen la mà el groove, l'electrònica, la veu, l'electricitat i el flamenc. Djinn -explica el músic- és un nom que fa referència al follet de diverses mitologies ancestrals amb capacitat d'influir en la ment i l'esperit de l'ésser humà. Aquest mateix any també col·labora en el disc "Grandmaster Jazz vol. 1" de "Grandmaster Jazz vol. 1" de DJ Toner (qui al seu torn també participa en alguns directes de presentació del seu disc Djinn), un treball on es fusionen jazz i hip hop.

## Premis i reconeixements

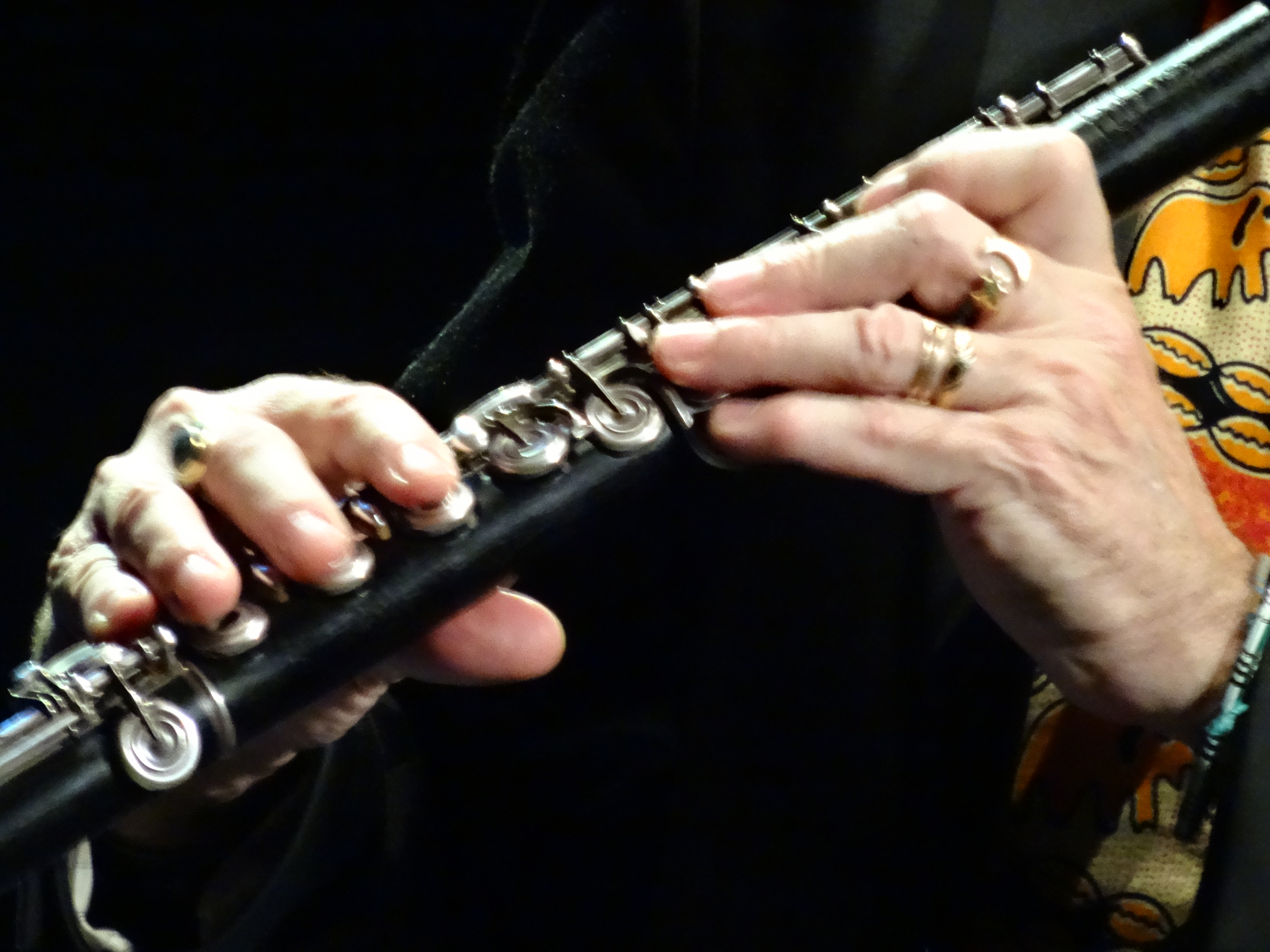
Tocant al Festival Internacional de Jazz de San Javier

- 2013 premi al Millor Músic de Jazz Europeu atorgant per la Académie du Jazz française[3]
- 2015 Premi Nacional de Músiques Actuals que concedeix el Ministeri d'Educació i Cultura d'Espanya.[9]
- 2016 medalla d'or del Festival Jazz en la Costa d'Almuñécar[6]

## Selecció discogràfica
Alguns discs de Jorge Pardo:
- Al seu nom:
  - Jorge Pardo (Blau, 1982)
  - El canto de los guerreros (Linterna, 1984)
  - A mi aire (Nuevos Medios, 1987)
  - Las cigarras son quizá sordas (Nuevos Medios, 1991)
  - Veloz hacia su sino (Nuevos Medios, 1993)
  - 2332 (Nuevos Medios, 1997)
  - Mira (Nuevos Medios, 2001)
  - Vientos Flamencos I (Manantial de Músicas, 2005)
  - Vientos Famencos II (Fwm, 2009)
  - Huellas (Cabra Road, 2012)
  - Historias de Radha y Krishna (Fol, 2014)

- Amb d'3:
  - Directo (Satchmo Records, 2001)[11]
  - QUID PRO QUO (Satchmo Records, 2003)
  - 3 de d'3 (Quadrant, 2006)
  - Live at the Auditori Pau Casals, El Vendrell (2007) DVD

- Amb Paco de Lucía:
  - Paco de Lucía interpreta a Manuel de Falla (Phonogram, 1978)
  - Solo quiero caminar (Phonogram, 1981)
  - Live... one summer night (1984)
  - Ziryab,[12] (Polygram, 1991)
  - Live in América (Polygram, 1994)

- Amb Dolores:
  - Dolores (Polydor, 1975)
  - La puerta abierta (Polydor, 1977)
  - Asa-Nisi-Masa[13] (Polydor, 1978)

- Amb Camarón
  - La Leyenda del Tiempo (Phonogram, 1979)
  - Viviré (Phonogram, 1984)

- Amb Gil Goldstein:
  - Zebra Coast (Blue Note, Nova York, 1992)

- Amb Carles Benavent:
  - Carles Benavent (Nuevos Medios, 1982)
  - Agüita que corre (Nuevos Medios, 1995)
  - Aigua (Nuevos Medios, 2001)

- Amb Joan Albert Amargós i Carles Benavent: 
  - Colors (Nuevos Medios, 1991)

- Amb Carles Benavent i Tino di Geraldo:
  - El concierto de Sevilla (1995)

- Amb Carles Benavent i Josemi Carmona:
  - Sumando (2006)

- Amb Chano Domínguez:
  - 10 de Paco (Nuevos Medios, 1995)

- Amb Tomás San Miguel:
  - Vida en catedrales (Sonifolk 1993)
  - De Dos en Dos (Nuevos Medios 1995)

- Amb Iñaki Salvador:
  - Jorge Pardo + Iñaki Salvador: 20 años de Altxerri

- Amb altres:
  - Amb Pata Negra: Rock Gitano (1982)
  - Amb Mecano: Descanso Dominical (Ariola, 1987)
  - Amb Nana Caymi i Wagner Tiso: Live in Montreux (Polygram Int., 1989)
  - Amb Pedro Ruy-Blas: Madre Ciudad (1989)
  - Amb Moratinos: Matices (1990)
  - Amb Bismut-Paillard-Roucan: Socco (1991)
  - Amb La Barbería del Sur: La Barbería del Sur (Nuevos Medios, 1991)
  - Amb Ray Heredia: El que no corre vuela (Nuevos Medios, 1991)